# Калининский (Луганская область)
Калининский (укр. Калінінський) / Кундрючее (укр. Кундрюче)  — посёлок, относится к Свердловскому городскому совету Луганской области Украины.

## Географическое положение
Посёлок расположен на левом берегу реки Нагольной, в её верхнем течении. Соседние населённые пункты: сёло Уткино (выше по течению Нагольной) на севере, город Свердловск на северо-востоке, село Кондрючее на востоке, посёлок Хмельницкий на юго-востоке, село Карпово-Крепенское на юге, посёлок Иващенко на юго-юго-западе, сёла Рытиково, Антракоп и Березовка (ниже по течению Нагольной) на юго-западе, Матвеевка и посёлок Шахтёрское на северо-западе.

## История
В январе 1989 года численность населения составляла 2350 человек.
По переписи 2001 года население составляло 1939 человек.
На 1 января 2013 года численность населения составляла 1710 человек.
С весны 2014 года — в составе Луганской Народной Республики.
12 мая 2016 года Верховная Рада Украины переименовала посёлок в Кундрючее в рамках кампании по декоммунизации на Украине. Переименование не было признано властями самопровозглашенной ЛНР.

## Местный совет
94800 Луганская обл., Свердловский городской совет, пгт. Калининский, ул. Садовая, 21